# João Mouzinho de Albuquerque
João Mouzinho de Albuquerque (Leiria, Leiria ou Lisboa, 21 de Fevereiro de 1797 - Portalegre, 8 de Agosto de 1881) foi um administrador, agricultor, escritor e jornalista português.

## Família
Filho de João Pedro Mouzinho de Albuquerque e de sua mulher Luísa da Silva Gutiérrez de Ataíde.

## Biografia
Moço Fidalgo da Casa Real por Alvará de 5 de Fevereiro de 1803, Bacharel em Leis pela Faculdade de Direito da Universidade de Coimbra em 1820, Administrador-Geral da Casa de Bragança, Provedor da Casa da Moeda, Administrador da Alfândega das Sete Casas, etc.
Foi o último detentor do Prazo de São Domingos, em Castelo de Vide, que vendeu depois de 1834.

## Obras publicadas[2][4]
Escreveu, entre outras, as seguintes obras: 
- Reflexões sobre a agricultura prática, com referência ao decreto do Instituto Agrícola, oferecidas aos lavradores portugueses pelo seu colega…, Leiria, 1854;
- Juízo crítico sobre os actos da administração finda com a morte de Sua Majestade a Senhora Dona Maria II que Deus haja, Lisboa, 1854; sobre este mesmo assunto publicou uma série de artigos no jornal O Futuro.

No Jornal da Sociedade Agrícola do Porto, nos anos de 1856 a 1858, publicou uma série de artigos sobre assuntos que interessam à Agricultura e o Relatório feito à assembleia geral da Sociedade das Escolas da Primeira Infância na sessão de 12 de Julho de 1835, Lisboa, 1835. Publicou também no jornal O Futuro uma série de artigos sobre a Revisão da Carta Constitucional, e apreciação de seus defeitos…, Lisboa, 1835.
Escreveu ainda: 
- Memória sobre a moeda portuguesa e sua origem, seus usos e abusos, etc., Elvas, 1862;
- O deficit, suas origens e indicações para atenuá-lo, Lisboa, 1867.

## Casamento e descendência
Casou com sua sobrinha Luísa Paula Mouzinho de Albuquerque (Santarém, Romeira, Quinta de Cabanas, 4 de Janeiro de 1820 - Portalegre, na sua casa antiga da Rua dos Violeiros, 17 de Janeiro de 1907), filha de Pedro Mouzinho de Albuquerque e de sua mulher Henriqueta Júlia Mascarenhas de Ataíde, de quem teve um único filho: 
- Pedro Mouzinho de Albuquerque, que faleceu novo, solteiro e sem geração